# Catedral de São Luís (Cartago)
A Acrópole, também conhecido como Catedral de São Luís, é uma antiga igreja católica romana localizada em Cartago, Tunísia. Fica no pico de Birsa, perto das ruínas da antiga cidade púnica e depois romana. Foi construída sobre as ruínas de um antigo templo dedicado a Eshmun, o deus púnico da cura. O edifício ainda pode ser acessado pelo porão.
Desde 1993, a catedral é conhecida como "Acropólio". Não é mais usada para culto, mas em vez disso hospeda eventos públicos ou concertos de música tunisina e música clássica. Atualmente, a única catedral católica romana em operação na Tunísia é a Catedral de São Vicente de Paulo em Túnis.